# Man of the Woods Tour
Man of the Woods Tour fue la sexta gira musical como solista del cantautor estadounidense Justin Timberlake, realizada para promocionar su quinto álbum de estudio, Man of the Woods (2018). Inició el 13 de marzo de 2018 en Toronto (Canadá) y terminó el 13 de abril de 2019 en Uncasville (Estados Unidos).

## Antecedentes y anuncio

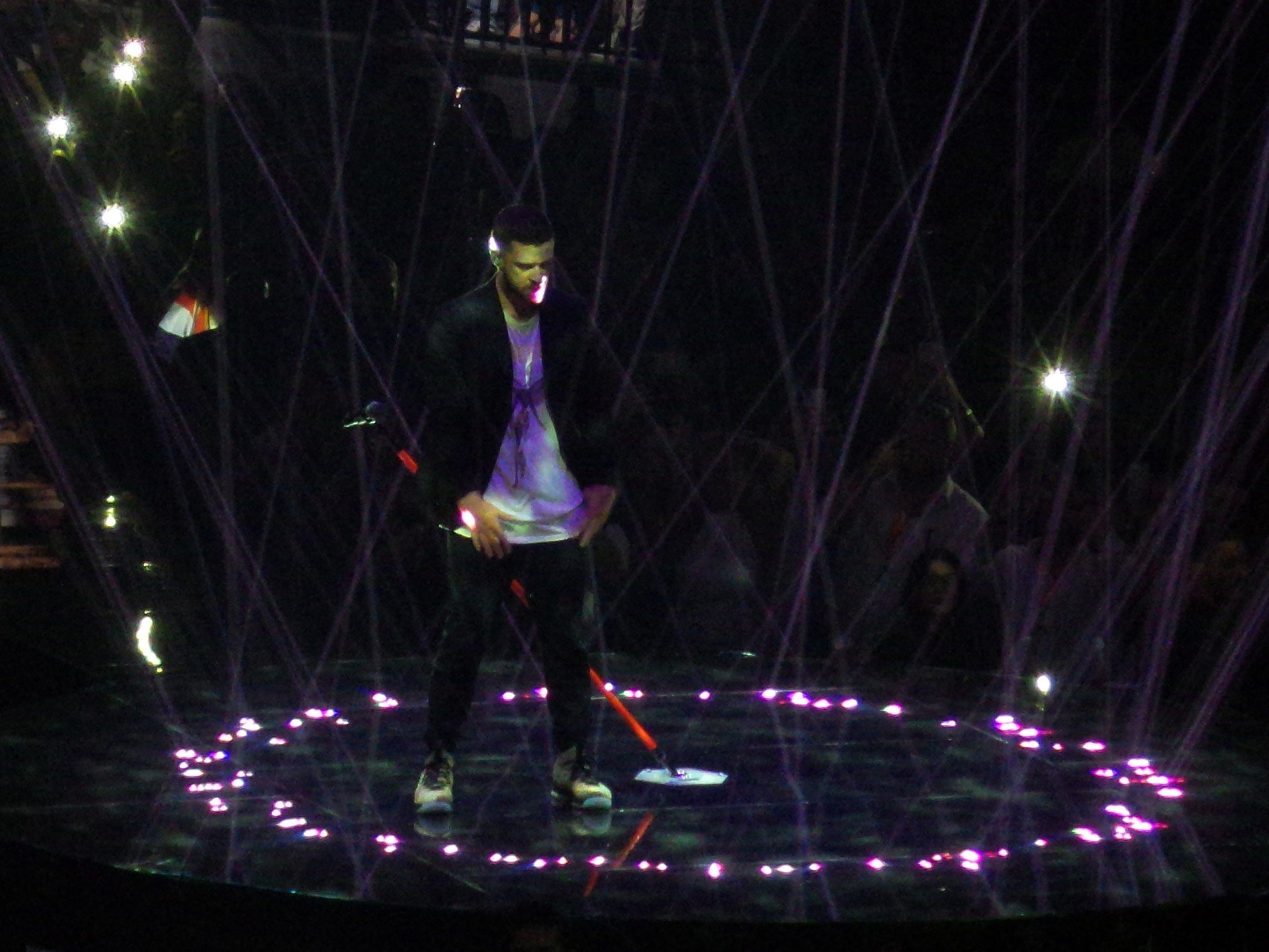
Justin Timberlake en el concierto de la gira Man of the Woods en la ciudad de Miami.

Después de haberse anunciado que Timberlake encabezaría el espectáculo de medio tiempo del Super Bowl LII, la prensa comenzó a especular el posible anuncio de una gira posterior a la actuación, estrategia que ya habían seguido artistas como Lady Gaga y Beyoncé en las dos ediciones anteriores del evento. Dichas especulaciones partieron de un error cometido por el sitio web de Ticketmaster, donde se añadió un concierto programado para el 13 de marzo de 2018 en la ciudad de Toronto, Canadá. El 8 de enero de 2018, Timberlake anunció oficialmente la gira, la cual daría inicio el 13 de marzo de ese año en Toronto, como se había filtrado previamente. Inicialmente, fueron reveladas 25 fechas para Norteamérica. Solo una semana después, fueron agregadas nuevas fechas debido a la alta demanda, incluyendo paradas en Pittsburgh y Filadelfia, así como nuevas fechas en Nueva York, Inglewood, Las Vegas, San José, Toronto, Montreal, Chicago y Boston. Un día después de su presentación en el espectáculo de medio tiempo del Super Bowl, el 5 de febrero, se anunciaron las primeras fechas para Europa en 2018 y nuevas fechas para Norteamérica hasta el 29 de enero de 2019.

## Fechas de la gira y recaudación
| Fecha                    | Ciudad            | País           | Recinto                    | Entradas vendidas/disponibles | Recaudación (en USD) |
| ------------------------ | ----------------- | -------------- | -------------------------- | ----------------------------- | -------------------- |
| Norteamérica — Etapa I   |                   |                |                            |                               |                      |
| 13 de marzo de 2018      | Toronto           | Canadá         | Air Canada Centre          | 32,142 / 32,142               | $3,463,128           |
| 15 de marzo de 2018      | Toronto           | Canadá         | Air Canada Centre          | 32,142 / 32,142               | $3,463,128           |
| 18 de marzo de 2018      | Washington D. C.  | Estados Unidos | Capital One Arena          | 16,274 / 16,274               | $2,809,918           |
| 22 de marzo de 2018      | Nueva York        | Estados Unidos | Madison Square Garden      | 17,288 / 17,288               | $2,867,064           |
| 25 de marzo de 2018      | Newark            | Estados Unidos | Prudential Center          | 15,645 / 15,645               | $2,390,462           |
| 27 de marzo de 2018      | Chicago           | Estados Unidos | United Center              | 33,006 / 33,006               | $5,304,255           |
| 28 de marzo de 2018      | Chicago           | Estados Unidos | United Center              | 33,006 / 33,006               | $5,304,255           |
| 31 de marzo de 2018      | Cleveland         | Estados Unidos | Quicken Loans Arena        | 18,237 / 18,237               | $2,504,220           |
| 2 de abril de 2018       | Detroit           | Estados Unidos | Little Caesars Arena       | 17,131 / 17,131               | $2,246,777           |
| 4 de abril de 2018       | Boston            | Estados Unidos | TD Garden                  | 30,976 / 30,976               | $4,604,928           |
| 5 de abril de 2018       | Boston            | Estados Unidos | TD Garden                  | 30,976 / 30,976               | $4,604,928           |
| 8 de abril de 2018       | Montreal          | Canadá         | Bell Centre                | 29,726 / 29,726               | $3,200,799           |
| 9 de abril de 2018       | Montreal          | Canadá         | Bell Centre                | 29,726 / 29,726               | $3,200,799           |
| 12 de abril de 2018      | Salt Lake City    | Estados Unidos | Vivint Smart Home Arena    | 14,862 / 14,862               | $2,098,916           |
| 14 de abril de 2018      | Las Vegas         | Estados Unidos | T-Mobile Arena             | 30,493 / 30,493               | $5,113,319           |
| 15 de abril de 2018      | Las Vegas         | Estados Unidos | T-Mobile Arena             | 30,493 / 30,493               | $5,113,319           |
| 24 de abril de 2018      | San José          | Estados Unidos | SAP Center                 | 31,221 / 31,221               | $4,385,706           |
| 25 de abril de 2018      | San José          | Estados Unidos | SAP Center                 | 31,221 / 31,221               | $4,385,706           |
| 28 de abril de 2018      | Inglewood         | Estados Unidos | The Forum                  | 33,242 / 33,242               | $4,901,470           |
| 29 de abril de 2018      | Inglewood         | Estados Unidos | The Forum                  | 33,242 / 33,242               | $4,901,470           |
| 2 de mayo de 2018        | Phoenix           | Estados Unidos | Talking Stick Resort Arena | 16,288 / 16,288               | $2,319,640           |
| 5 de mayo de 2018        | Tulsa             | Estados Unidos | BOK Center                 | 17,162 / 17,162               | $2,464,710           |
| 7 de mayo de 2018        | Columbus          | Estados Unidos | Nationwide Arena           | 17,687 / 17,687               | $2,579,208           |
| 9 de mayo de 2018        | Nashville         | Estados Unidos | Bridgestone Arena          | 16,055 / 16,055               | $2,551,016           |
| 11 de mayo de 2018       | Duluth            | Estados Unidos | Infinite Energy Arena      | 12,149 / 12,149               | $2,194,486           |
| 14 de mayo de 2018       | Orlando           | Estados Unidos | Amway Center               | 16,208 / 16,208               | $2,387,113           |
| 15 de mayo de 2018       | Tampa             | Estados Unidos | Amalie Arena               | 16,625 / 16,625               | $2,439,815           |
| 18 de mayo de 2018       | Miami             | Estados Unidos | American Airlines Arena    | 15,126 / 15,126               | $2,113,415           |
| 19 de mayo de 2018       | Sunrise           | Estados Unidos | BB&T Center                | 16,369 / 16,369               | $2,361,871           |
| 23 de mayo de 2018       | Houston           | Estados Unidos | Toyota Center              | 29,926 / 29,926               | $4,452,950           |
| 25 de mayo de 2018       | Houston           | Estados Unidos | Toyota Center              | 29,926 / 29,926               | $4,452,950           |
| 27 de mayo de 2018       | Dallas            | Estados Unidos | American Airlines Center   | 33,482 / 33,482               | $4,898,488           |
| 28 de mayo de 2018       | Dallas            | Estados Unidos | American Airlines Center   | 33,482 / 33,482               | $4,898,488           |
| 30 de mayo de 2018       | Memphis           | Estados Unidos | FedEx Forum                | 14,594 / 14,594               | $2,148,372           |
| 1 de junio de 2018       | Pittsburgh        | Estados Unidos | PPG Paints Arena           | 17,074 / 17,074               | $2,340,659           |
| 2 de junio de 2018       | Filadelfia        | Estados Unidos | Wells Fargo Center         | 17,303 / 17,303               | $2,668,122           |
| Europa — Etapa II        |                   |                |                            |                               |                      |
| 3 de julio de 2018       | París             | Francia        | AccorHotels Arena          | 26,047 / 26,047               | $2,110,303           |
| 4 de julio de 2018       | París             | Francia        | AccorHotels Arena          | 26,047 / 26,047               | $2,110,303           |
| 7 de julio de 2018       | Glasgow           | Reino Unido    | The Hydro                  | 7,686 / 10,232                | $853,601             |
| 9 de julio de 2018       | Londres           | Reino Unido    | The O2 Arena               | 32,312 / 35,322               | $3,991,280           |
| 11 de julio de 2018      | Londres           | Reino Unido    | The O2 Arena               | 32,312 / 35,322               | $3,991,280           |
| 13 de julio de 2018      | Mannheim          | Alemania       | SAP Arena                  | 10,476 / 10,476               | $1,030,776           |
| 15 de julio de 2018      | Ámsterdam         | Países Bajos   | Ziggo Dome                 | 15,064 / 15,064               | $1,724,273           |
| 17 de julio de 2018      | Amberes           | Bélgica        | Sportpaleis                | 34,819 / 34,819               | $3,191,467           |
| 18 de julio de 2018      | Amberes           | Bélgica        | Sportpaleis                | 34,819 / 34,819               | $3,191,467           |
| 21 de julio de 2018      | Colonia           | Alemania       | Lanxess Arena              | 30,638 / 30,638               | $3,333,404           |
| 22 de julio de 2018      | Colonia           | Alemania       | Lanxess Arena              | 30,638 / 30,638               | $3,333,404           |
| 31 de julio de 2018      | Estocolmo         | Suecia         | Friends Arena              | 23,303 / 23,303               | $1,818,015           |
| 2 de agosto de 2018      | Oslo              | Noruega        | Telenor Arena              | 15,409 / 15,409               | $1,235,128           |
| 4 de agosto de 2018      | Copenhague        | Dinamarca      | Royal Arena                | 26,234 / 26,234               | $3,307,944           |
| 5 de agosto de 2018      | Copenhague        | Dinamarca      | Royal Arena                | 26,234 / 26,234               | $3,307,944           |
| 8 de agosto de 2018      | Hamburgo          | Alemania       | Barclaycard Arena          | 23,654 / 23,654               | $2,424,597           |
| 9 de agosto de 2018      | Hamburgo          | Alemania       | Barclaycard Arena          | 23,654 / 23,654               | $2,424,597           |
| 12 de agosto de 2018     | Berlín            | Alemania       | Mercedes-Benz Arena        | 27,022 / 27,022               | $2,761,779           |
| 13 de agosto de 2018     | Berlín            | Alemania       | Mercedes-Benz Arena        | 27,022 / 27,022               | $2,761,779           |
| 16 de agosto de 2018     | Zúrich            | Suiza          | Hallenstadion              | 12,380 / 12,380               | $1,622,406           |
| 18 de agosto de 2018     | Viena             | Austria        | Wiener Stadthalle          | 13,363 / 13,363               | $1,486,731           |
| 20 de agosto de 2018     | Fráncfort         | Alemania       | Festhalle                  | 22,226 / 22,226               | $2,407,113           |
| 21 de agosto de 2018     | Fráncfort         | Alemania       | Festhalle                  | 22,226 / 22,226               | $2,407,113           |
| 24 de agosto de 2018     | Arnhem            | Países Bajos   | Gelredome                  | 34,497 / 34,497               | $3,395,152           |
| 25 de agosto de 2018     | Ámsterdam         | Países Bajos   | Ziggo Dome                 | 15,658 / 15,658               | $1,711,716           |
| 27 de agosto de 2018     | Birmingham        | Reino Unido    | Arena Birmingham           | 11,383 / 11,383               | $965,879             |
| 29 de agosto de 2018     | Mánchester        | Reino Unido    | Manchester Arena           | 13,859 / 13,859               | $1,281,565           |
| Norteamérica — Etapa III |                   |                |                            |                               |                      |
| 19 de septiembre de 2018 | Lexington         | Estados Unidos | Rupp Arena                 | 17,342 / 17,342               | $2,017,287           |
| 21 de septiembre de 2018 | Milwaukee         | Estados Unidos | Fiserv Forum               | 16,060 / 16,060               | $2,301,988           |
| 25 de septiembre de 2018 | Pittsburgh        | Estados Unidos | PPG Paints Arena           | —                             | —                    |
| 28 de septiembre de 2018 | Saint Paul        | Estados Unidos | Xcel Energy Center         | 33,587 / 33,587               | $4,342,300           |
| 29 de septiembre de 2018 | Saint Paul        | Estados Unidos | Xcel Energy Center         | 33,587 / 33,587               | $4,342,300           |
| 2 de octubre de 2018     | Cleveland         | Estados Unidos | Quicken Loans Arena        | 16,574 / 16,574               | $2,109,296           |
| 5 de octubre de 2018     | Chicago           | Estados Unidos | United Center              | 17,924 / 17,924               | $2,612,545           |
| 9 de octubre de 2018     | Toronto           | Canadá         | Air Canada Centre          | 16,511 / 16,511               | $1,926,346           |
| 11 de octubre de 2018    | Ottawa            | Canadá         | Canadian Tire Centre       | —                             | —                    |
| 13 de octubre de 2018    | Quebec            | Canadá         | Videotron Centre           | —                             | —                    |
| 15 de octubre de 2018    | State College     | Estados Unidos | Bryce Jordan Center        | —                             | —                    |
| 18 de octubre de 2018    | Boston            | Estados Unidos | TD Garden                  | —                             | —                    |
| 20 de octubre de 2018    | Albany            | Estados Unidos | Times Union Center         | —                             | —                    |
| 22 de octubre de 2018    | Nueva York        | Estados Unidos | Madison Square Garden      | 17,690 / 17,690               | $2,832,189           |
| Norteamérica — Etapa IV  |                   |                |                            |                               |                      |
| 4 de enero de 2019       | Washington D. C.  | Estados Unidos | Capital One Arena          | 16,621 / 16,621               | $2,512,845           |
| 6 de enero de 2019       | Raleigh           | Estados Unidos | PNC Arena                  | 18,445 / 18,445               | $2,341,847           |
| 8 de enero de 2019       | Charlotte         | Estados Unidos | Spectrum Center            | 17,227 / 17,227               | $2,518,530           |
| 10 de enero de 2019      | Atlanta           | Estados Unidos | Philips Arena              | 14,567 / 14,567               | $2,211,727           |
| 12 de enero de 2019      | Memphis           | Estados Unidos | FedEx Forum                | 15,027 / 15,027               | $1,952,479           |
| 15 de enero de 2019      | Nueva Orleans     | Estados Unidos | Smoothie King Center       | 16,331 / 16,331               | $2,345,203           |
| 17 de enero de 2019      | North Little Rock | Estados Unidos | Verizon Arena              | 16,988 / 16,988               | $2,090,304           |
| 19 de enero de 2019      | San Antonio       | Estados Unidos | AT&T Center                | 16,151 / 16,151               | $2,426,931           |
| 22 de enero de 2019      | Houston           | Estados Unidos | Toyota Center              | 10,358 / 10,358               | $1,322,979           |
| 24 de enero de 2019      | Dallas            | Estados Unidos | American Airlines Center   | 15,967 / 15,967               | $2,264,972           |
| 26 de enero de 2019      | Oklahoma City     | Estados Unidos | Chesapeake Energy Arena    | 16,810 / 16,810               | $2,200,055           |
| 28 de enero de 2019      | Denver            | Estados Unidos | Pepsi Center               | 17,440 / 17,440               | $2,842,221           |
| 31 de enero de 2019      | Nueva York        | Estados Unidos | Madison Square Garden      | 18,522 / 18,522               | $2,774,525           |
| 4 de febrero de 2019     | Winnipeg          | Canadá         | Bell MTS Place             | 11,959 / 11,959               | $1,064,971           |
| 6 de febrero de 2019     | Edmonton          | Canadá         | Rogers Place               | 24,929 / 24,929               | $2,210,685           |
| 7 de febrero de 2019     | Edmonton          | Canadá         | Rogers Place               | 24,929 / 24,929               | $2,210,685           |
| 14 de febrero de 2019    | Vancouver         | Canadá         | Rogers Arena               | 29,787 / 29,787               | $2,786,815           |
| 15 de febrero de 2019    | Vancouver         | Canadá         | Rogers Arena               | 29,787 / 29,787               | $2,786,815           |
| 18 de febrero de 2019    | Portland          | Estados Unidos | Moda Center                | 17,256 / 17,256               | $2,428,095           |
| 21 de febrero de 2019    | San Diego         | Estados Unidos | Pechanga Arena             | 12,259 / 12,259               | $1,717,132           |
| 22 de febrero de 2019    | Anaheim           | Estados Unidos | Honda Center               | 15,164 / 15,164               | $2,245,075           |
| 24 de febrero de 2019    | Sacramento        | Estados Unidos | Golden 1 Center            | 15,934 / 15,934               | $2,244,027           |
| 5 de marzo de 2019       | Phoenix           | Estados Unidos | Talking Stick Resort Arena | 15,917 / 15,917               | $2,073,423           |
| 8 de marzo de 2019       | Las Vegas         | Estados Unidos | T-Mobile Arena             | 15,466 / 15,466               | $1,926,041           |
| 10 de marzo de 2019      | Los Ángeles       | Estados Unidos | Staples Center             | 16,285 / 16,285               | $2,586,872           |
| 13 de marzo de 2019      | Fresno            | Estados Unidos | Save Mart Center           | —                             | —                    |
| 15 de marzo de 2019      | Oakland           | Estados Unidos | Oracle Arena               | —                             | —                    |
| 21 de marzo de 2019      | Kansas City       | Estados Unidos | Sprint Center              | —                             | —                    |
| 23 de marzo de 2019      | Omaha             | Estados Unidos | CenturyLink Center Omaha   | —                             | —                    |
| 25 de marzo de 2019      | Detroit           | Estados Unidos | Little Caesars Arena       | —                             | —                    |
| 28 de marzo de 2019      | Saint Louis       | Estados Unidos | Enterprise Center          | —                             | —                    |
| 31 de marzo de 2019      | Columbus          | Estados Unidos | Nationwide Arena           | —                             | —                    |
| 2 de abril de 2019       | Indianápolis      | Estados Unidos | Bankers Life Fieldhouse    | —                             | —                    |
| 4 de abril de 2019       | Grand Rapids      | Estados Unidos | Van Andel Arena            | —                             | —                    |
| 6 de abril de 2019       | Búfalo            | Estados Unidos | KeyBank Center             | —                             | —                    |
| 9 de abril de 2019       | Filadelfia        | Estados Unidos | Wells Fargo Center         | —                             | —                    |
| 12 de abril de 2019      | Uncasville        | Estados Unidos | Mohegan Sun Arena          | —                             | —                    |
| 13 de abril de 2019      | Uncasville        | Estados Unidos | Mohegan Sun Arena          | —                             | —                    |
| Total                    | Total             | Total          | Total                      | 972,321 / 977,877             | $124,463,956         |

### Conciertos cancelados y/o reprogramados
| Fecha               | Ciudad                     | País                  | Recinto                                                      |
| ------------------- | -------------------------- | --------------------- | ------------------------------------------------------------ |
| 21 de marzo de 2018 | Nueva York, Estados Unidos | Madison Square Garden | Reprogramado al 22 de octubre de 2018 por tormenta invernal. |
| 22 de junio de 2018 | París, Francia             | AccorHotels Arena     | Reprogramados al 3 y 4 de julio de 2018.                     |
| 23 de junio de 2018 | París, Francia             | AccorHotels Arena     | Reprogramados al 3 y 4 de julio de 2018.                     |
| 27 de junio de 2018 | Birmingham, Reino Unido    | Arena Birmingham      | Reprogramado al 27 de agosto de 2018.                        |
| 28 de junio de 2018 | Birmingham, Reino Unido    | Arena Birmingham      | Sin reprogramación por motivo desconocido.                   |
| 1 de julio de 2018  | Mánchester, Reino Unido    | Manchester Arena      | Reprogramado al 29 de agosto de 2018.                        |
| 2 de julio de 2018  | Mánchester, Reino Unido    | Manchester Arena      | Sin reprogramación por motivo desconocido.                   |
| 5 de julio de 2018  | Glasgow, Reino Unido       | The Hydro             | Reprogramado al 7 de julio de 2018.                          |
| 6 de julio de 2018  | Glasgow, Reino Unido       | The Hydro             | Sin reprogramación por motivo desconocido.                   |